# Scott Smith
Scott Smith född 13 juli 1965 i Summit, New Jersey, USA, är en amerikansk författare.